# Milícias tuaregues de Gate
Milícias tuaregues de Gate são milícias tribais étnicas tuaregues, operando em áreas do deserto da Líbia ocidental durante a Crise Líbia. As milícias alcançaram proeminência no distrito de Gate (distrito)|Gate, que tem uma maioria tuaregue. Gradualmente, as forças tuaregues expandiram sua influência também em distritos vizinhos. Ainda que às vezes sejam consideradas como sendo aliadas com o governo de Trípoli na Líbia ocidental, as milícias tuaregues são em grande parte autônomas.
Confrontos entre milícias tribais tuaregues e tubus foram deflagrados repetidamente em Ubari várias vezes durante outubro de 2014.  As tribos tubus são afiliadas com o governo de Tobruque na Líbia oriental. Em 5 de novembro de 2014, uma milícia tuaregue supostamente teria tomado o controle do campo de petróleo El Sharara em Fezã. 